# Pycnacantha dinteri
Pycnacantha dinteri är en spindelart som beskrevs av Wilhelm Meise 1932. Pycnacantha dinteri ingår i släktet Pycnacantha och familjen hjulspindlar.
Artens utbredningsområde är Namibia. Inga underarter finns listade i Catalogue of Life.